# 미디어크라시
미디어크라시(Mediacracy) 또는 매체주의는 대중 매체가 투표하는 대중을 효과적으로 통제하는 정부 상황을 일컫는다. 특히 미디어크라시는 미국 정치 체제 에서 미디어의 역할에 관한 이론과 밀접한 관련이 있는데, 이는 미디어와 뉴스 매체가 후보자 와 정치 문제에 대한 시민의 평가에 큰 영향력을 행사하여 정치에 대한 효과적인 통제력을 갖는다고 주장한다.

## 배경
"미디어크라시"라는 용어는 1974년 작가이자 정치평론가인 케빈 필립스( Kevin Phillips) 가 자신의 책 미디어크라시: 커뮤니케이션 시대의 미국 정당과 정치(Mediacracy: American Party and Politics in the Communications Age) 의 제목에 이 용어를 사용하면서 처음 만들어졌다. 그 이후로 이 개념은 인기를 얻었으며 정치학자와 연구자들 모두가 미디어가 투표 행동과 문화적 경향에 미치는 영향을 논의하는 데 사용되었다. 가장 최근에는 경제학자이자 작가인 Fabian Tassano 의 작품으로 인해 이 용어가 다시 부활했으며 그의 저서 Mediocracy: Inversions and Deceptions in an Egalitarian Culture Tassano는 학문적 담론의 증가하는 모호함과 결합하여 대중 매체의 ' 단순화 '가 평등주의처럼 보이지만 궁극적으로는 엘리트가 지배하는 사회로 이어진다고 주장한다. 이를 반영하여 미디어크라시라는 용어에는 일반적으로 매스미디어 전체의 목표와 욕구와 함께 미국 미디어의 진정한 본질에 대한 부정적인 가정이 수반된다.

## 잠재적인 원인
선거에 대한 미디어의 영향력이 증가하는 데에는 세 가지 주요 잠재적 원인이 있는데, 이는 매스 미디어의 문화적 영향에 대한 다양한 이론과 미국 정치 체제의 최근 포퓰리즘적 민주 개혁이 결합된 것이라 할 수 있다. 미디어크라시 이론의 지지자들은 이러한 원인들을 종합해 볼 때 미디어가 미국의 정치에 큰 영향력을 갖고 있음을 크게 보여주며, 이는 여론에 대한 미디어의 영향력과 여론이 갖는 힘의 증가 사이의 연관성을 이끌어낸다고 주장한다. 누가 공직에 선출되었는지. 이러한 잠재적 원인은 다음을 포함하지만 이에 국한되지는 않는다.

### 의제 설정
의제 설정이란 공공 의제에 대한 이슈의 중요성에 영향을 미치는 미디어의 능력을 말한다. 간단히 말해서, 특정 문제에 대한 관심의 정도는 청중이 해당 문제를 더 중요하게 여기도록 유도한다는 것이다. 의제 설정 이론은 Max McCombs 박사와 Donald Shaw 박사가 노스캐롤라이나 주 채플힐에서 실시된 1968년 대통령 선거에 대한 연구에서 공식적으로 개발했으며 McCombs와 Shaw는 채플힐 지역사회 주민 100명을 대상으로 설문조사를 실시한 결과, 주민들이 가장 중요한 선거 문제로 생각하는 것과 지역 및 전국 언론 매체가 가장 중요한 선거 문제로 보도한 것 사이에 강한 상관관계가 있음을 발견했다. 이는 미디어 콘텐츠에서 이슈의 중요성과 유권자의 마음에서 해당 이슈의 중요성 사이의 연관성을 보여주는 획기적인 연구였다.
2005년 현재 400개 이상의 연구가 의제 설정의 존재에 대해 논의했으며 이 문제는 여전히 미국 정치 시스템 연구와 관련이 깊다는 것을 밝혀냈다.

### 프라이밍
프라이밍(Priming)은 정치적 맥락에서 언론이 다른 문제와는 반대로 특정 문제에 관심을 집중함으로써 선거에서 후보자를 판단하는 기준을 변경한다는 이론이다. 프라이밍은 종종 미디어의 의제 설정과 함께 사용되며, 두 가지 개념을 함께 사용하면 대중 미디어가 투표하는 대중에게 미치는 영향력 수준을 완전히 이해하는 데 도움이 된다. 미디어에 대한 이 이론은 The American Political Science Review의 1982년판에 출판된 텔레비전 뉴스 프로그램의 "그다지 최소한이 아닌" 결과에 대한 실험적 시연 에서 연구원 Iyengar, Peters 및 Kinder로부터 유래되었으며 Iyengar, Peters 및 Kinder는 미디어가 특정 문제를 다른 문제보다 더 중요하게 만들기 때문에 투표하는 대중이 내리는 정치적 결정의 매개변수를 설정한다고 주장한다.
프라이밍은 의도하지 않은 경우가 많지만 Iyengar, Peters 및 Kinder의 1982년 연구에서는 의도적인 프라이밍이 후보자와 선출직 공무원에 대한 대중의 평가에 어떻게 영향을 미칠 수 있는지 조사했다. 연구자들은 특정 주제의 중요성이 지미 카터 대통령에 대한 유권자의 평가에 어떤 영향을 미치는지 조사하고 의제 설정과 준비가 모두 존재함을 뒷받침하는 증거를 찾았으며, Iyengaret al. 는 대통령을 평가할 때 특정 정치적 주제에 대한 관심과 유권자가 투표하는 주제의 중요성 사이의 상관 관계를 찾아 의제 설정의 효과를 처음으로 입증했다. 또한 연구자들은 확립된 기준과 카터 대통령에 대한 유권자의 평가 사이의 연관성을 찾아 프라이밍의 증거를 찾았다.
미디어크라시 이론을 지지하는 사람들은 이러한 공동 현상을 대중 매체가 투표 인구에 대해 막대한 통제력을 갖고 있다는 증거를 내세운다.

### 미국 민주주의의 포퓰리즘 개혁
지난 반세기 동안 후보 선정에 대한 통제권이 정당 엘리트에서 투표권 있는 대중으로 바뀌는 수많은 개혁이 있었다. 특히 Thomas Patterson은 자신의 저서 Out of Order 에서 이러한 변화와 그에 따른 대중 매체의 정치적 영향력 증가와의 상관관계를 조사했는데 그 결과 1960년부터 1980년까지 양당의 결속 또는 헌신된 대의원 수는 두 배 이상 증가하여 민주당 측 20%, 공화당 측 35%에서 1980년 각각 71% 및 69%로 1960년부터 2004년까지 전당대회(포퓰리즘 선호) 대신 경선(정당 엘리트 선호 )을 개최하는 주의 수가 두 배 이상 증가했다고 밝혔다. 떠힌 패터슨은 이러한 변화가 시민들의 후보자 평가에 많은 영향을 미치는 것으로 알려진 언론 매체의 힘을 간접적으로 강화했으며, 상대적으로 낮은 수준의 정치적 책임에도 불구하고 언론이 미국 정치 시스템에 많은 영향력을 행사하고 있다고 주장한다.

## 잠재적 영향
미디어크라시 이론을 논의하는 대부분의 연구자들은 미국 정치 체제에 대한 미디어 통제가 기껏해야 정치에서 객관적이고 합리적인 정보 공유를 쇠퇴시키고, 최악의 경우에는 대형 미디어 재벌에 의해 통제되는 사회로 이어진다는 점에 동의한다. 그러나 대중적으로 논의되는 미디어크라시 이론에는 미국 미디어의 본질에 대한 매우 부정적인 가정이 수반되며, 이는 연구자들이 미래에 대해 갖는 선호에 영향을 미친다는 점을 기억하는 것이 중요하다.
폴 커츠(Paul Kurtz)는 선정성을 강조하는 현재의 미디어 추세는 최소공통분모에 호소하는 경향이 있으며, 이는 미디어 소비자의 교육 수준과 성찰적 인지적 사고의 저하에 기여할 것이라고 주장한다. 또한 커츠는 증가하는 미디어 통합이 사회의 의견 다양성을 해치고 있으며, 미디어 대기업이 이익 극대화에 초점을 맞추면 미디어 매체를 통해 얻은 정보에 대한 광고주의 통제로 이어질 것이라고 주장하면서도 이러한 감정은 파비안 타사노(Fabian Tassano)에 크게 반향을 불러일으켰고, 그는 결국 정보를 갖춘 특권층 엘리트가 사회를 통제하게 될 것이라고 추측했다.

## 논란
미디어크라시 이론에 대한 주된 불만은 이 이론을 지지하는 연구자들이 미디어 영향력의 효과를 엄청나게 과장하고 있다는 것이다. Sharon Meraz는 자신의 연구 '생각하는 방법'에 대한 싸움: 전통 미디어, 소셜 네트워크 및 이슈 해석에서 인터넷 시대에 정보 통제의 단편화 증가로 인해 "엘리트, 전통 미디어의 영향력이 약화되고 있다"라고 주장한다. 여기서 영향력은 네트워크로 연결된 정치 환경 내에서 문제 해석에 영향을 미치는 독보적인 힘을 말한다. 또한 그녀의 연구에서 메라즈(Meraz)는 신흥 기술이 미디어 엘리트의 힘을 감소시켜 미디어크라시 이론을 지지하는 대부분의 이론에 중심이 되는 헤게모니적 통제 수준의 감소로 이어진다는 사실을 효과적으로 보여주고 있다. 다만, 이것이 영구적인 변화인지, 아니면 결국 미디어 엘리트들이 채택하게 될 신기술의 일시적인 결과인지는 아직 결정되지 않았다.